# 네펠타리 비비
네펠타리 비비(Nefeltari Vivi, ネフェルタリ・ビビ)는 일본 만화 및 애니메이션 《원피스》의 등장인물이다.

## 외모
머리카락이 하늘색이며 길다.

## 행적
알라바스타 왕국에서 태어났다. 알라바스타의 왕녀이며 사용 무기는 공작스트링(요요 같은 무기)으로 공격한다.